# شون كولينز
شون كولينز (بالإنجليزية: Seán Collins)‏ هو سياسي أيرلندي، ولد في 10 يوليو 1918، وتوفي في 11 أبريل 1975.

## مناصب
- في 1948 Irish general election [الإنجليزية]‏، انتخب نائب دييل عن دائرة Cork West (Dáil constituency) [الإنجليزية]‏ وقد انضم خلال فترته النيابية ‏ (18 فبراير 1948 – 2 مايو 1951) للكتلة البرلمانية فاين جايل.
- في 1951 Irish general election [الإنجليزية]‏، انتخب نائب دييل عن دائرة Cork West (Dáil constituency) [الإنجليزية]‏ وقد انضم خلال فترته النيابية ‏ (13 يونيو 1951 – 23 أبريل 1954) للكتلة البرلمانية فاين جايل.
- في 1954 Irish general election [الإنجليزية]‏، انتخب نائب دييل عن دائرة Cork West (Dáil constituency) [الإنجليزية]‏ وقد انضم خلال فترته النيابية ‏ (2 يونيو 1954 – 13 ديسمبر 1956) للكتلة البرلمانية فاين جايل.
- في الانتخابات العمومية الإيرلندية 1961 [الإنجليزية]‏، انتخب نائب دييل عن دائرة Cork South-West (Dáil constituency) [الإنجليزية]‏ وقد انضم خلال فترته النيابية ‏ (11 أكتوبر 1961 – 11 مارس 1965) للكتلة البرلمانية فاين جايل.
- في الانتخابات العمومية الإيرلندية 1965 [الإنجليزية]‏، انتخب نائب دييل عن دائرة Cork South-West (Dáil constituency) [الإنجليزية]‏ وقد انضم خلال فترته النيابية ‏ (21 أبريل 1965 – 21 مايو 1969) للكتلة البرلمانية فاين جايل.